# Доможирово (Ленинградская область)
Доможи́рово — деревня в Лодейнопольском районе Ленинградской области. Административный центр Доможировского сельского поселения.

## История
На карте Санкт-Петербургской губернии Ф. Ф. Шуберта 1834 года упоминается деревня Доможирова, состоящая из 40 крестьянских дворов.

ДОМОЖИРОВО — деревня принадлежит Казённому ведомству, число жителей по ревизии: 94 м. п., 105 ж. п.; В оной:

а) Волостное правление и училище в деревянном доме. 

б) Близ сей деревни состоит монастырь во имя Введения Пресвятой Богородицы.

в) При сем монастыре лесопильный завод. (1838 год)

Как деревня Доможирова из 40 дворов она отмечена на карте Ф. Ф. Шуберта 1844 года.

ДОМОЖИРОВО — деревня Ведомства государственного имущества, по почтовому тракту, число дворов — 41, число душ — 93 м. п. (1856 год)

ДОМОЖИРОВО — деревня казённая при реке Оять, число дворов — 42, число жителей: 113 м. п., 129 ж. п.

Часовня православная. Училище. Почтовая и обывательская станции. Казённый перевоз через реку Оять (1862 год)

В 1876 году Доможирово полностью сгорело, осталось только 4 дома.
Однако через 9 лет сборник Центрального статистического комитета описывал его так:

ДОМОЖИРОВА — деревня бывшая государственная при реке Ояти, дворов — 54, жителей — 226; почтовая станция, 3 мельницы. (1885 год)

В конце XIX — начале XX века деревня административно относилась к Доможировской волости 3-го стана Новоладожского уезда Санкт-Петербургской губернии.
В деревне была православная часовня во имя Петра и Павла.
По данным «Памятной книжки Санкт-Петербургской губернии» за 1905 год в деревне Доможирово жил полицейский урядник и размещалась конно-почтовая станция. Вместе с деревнями Барково и Яровщина, оно образовывало Доможировское сельское общество.
В октябре 1919 года Доможировская волость была упразднена, а деревня Доможирово вошла в состав Пашской волости.
В начале 1920-х годов деревня становится центром Доможировского сельсовета.
Согласно карте Петербургской губернии издания 1922 года деревня называлась Домажирова.

ДОМОЖИРОВО — деревня, крестьянских дворов — 64, прочих — 99. Население: мужчин — 229, женщин — 258. (1926 год)

С августа 1927 года деревня Доможирово вошла в состав вновь образованного Пашского района Ленинградской области.
В 1930 году в деревне, при местной школе, был организован детский колхоз «Муравейник».
Согласно карте Ленинградской области Северо-западного аэрогеодезического треста ГГУ издания 1932 года деревня насчитывала 25 крестьянских дворов.
По данным 1933 года деревня Доможирово являлась административным центром Доможировского сельсовета Пашского района, в который входили 18 населённых пунктов: деревни Антоманово, Басново, Бор, Викшенка, Георгиевская, Горка, Доможирово, Икешниковская, Колбековщина, Коромыслево, Овсяниковщина, Полденицы, Пономарёво, Рогачево, Селюгина, Фомино, Шилемгино, Яровщина, общей численностью населения 2142 человека.
По данным 1936 года в состав Доможировского сельсовета входили 14 населённых пунктов, 470 хозяйств и 6 колхозов.

Деревня Доможирово на карте РККА 1940 года

На 1 января 1950 года в деревне Доможирово числилось 111 хозяйств и 310 жителей.
С 14 декабря 1955 года деревня в составе Новоладожского района.
В 1961 году число жителей деревни составляло 348 человек.
С 1 февраля 1963 года — в составе Волховского района.
По данным 1966 и 1973 годов деревня Доможирово также входила в состав Доможировского сельсовета и являлась его административным центром.
В октябре 1974 года деревня Доможирово вместе с Доможировским сельсоветом была передана в состав Лодейнопольского района.
По данным 1990 года деревня Доможирово являлась административным центром Доможировского сельсовета Лодейнопольского района, в который входили 35 населённых пунктов, общей численностью населения 3105 человек. В самой деревне Доможирово проживали 216 человек.
В 1997 году в деревне Доможирово Доможировской волости проживали 222 человека, в 2002 году — 213 человек (русские — 94 %).
1 января 2006 года в соответствии с областным законом № 63-оз от 20 сентября 2004 года «Об установлении границ и наделении соответствующим статусом муниципального образования Лодейнопольский муниципальный район и муниципальных образований в его составе», центр бывшей Доможировской волости был переведён в деревню Вахнова Кара и образовано Вахновокарское сельское поселение.
В 2007 году в деревне Доможирово Вахновокарского СП — 206 человек.
5 октября 2010 года деревня Доможирово стала центром Вахновокарского сельского поселения, население деревни составляло 210 человек
С 15 мая 2012 года — центр Доможировского сельского поселения.
По данным 2014 года в деревне проживали 185 человек.

## География
Деревня расположена в западной части района на федеральной автодороге Р21 (E 105) «Кола» (Санкт-Петербург — Петрозаводск — Мурманск) в месте примыкания к ней автодороги 41К-133 (Подъезд к станции Оять).
Расстояние до районного центра — 45 км.
Расстояние до ближайшей железнодорожной станции Оять-Волховстроевский — 4 км.
Деревня находится на левом берегу реки Оять.

## Демография
| 1838 | 1862 | 1885 | 1926 | 1950 | 1961 | 1990 |
| ---- | ---- | ---- | ---- | ---- | ---- | ---- |
| 199  | ↗242 | ↘226 | ↗487 | ↘310 | ↗348 | ↘216 |
| 1997 | 2007 | 2010 | 2014 | 2017 |      |      |
| ↗222 | ↘206 | ↗210 | ↘178 | ↘171 |      |      |

### Национальный состав
Согласно данным Всероссийской переписи населения 2021 года в деревне проживали 133 человека, из них:
 русские — 127, узбеки — 2, киргизы — 1, молдаване — 1 человек, остальные национальность не указали.

## Инфраструктура
По данным администрации Доможировского сельского поселения:
- на 1 января 2014 года в деревне было зарегистрировано 73 домохозяйства[27].
- на 1 января 2021 года в деревне было зарегистрировано 66 домохозяйств и 145 жителей[34].

## Улицы
Багровский переулок, тер. Доможирово-1, Новый переулок, Старый переулок, Торговый переулок, Школьная, тер. Якшино.